# 昭和西川
昭和西川株式会社（しょうわにしかわ）は、日本の寝具メーカー。

## 沿革
- 1942年 - 企業整備令により西川商店の社長・西川五郎は製造部門として昭和寝具工業株式会社を（東京都中央区日本橋一丁目1番地立に）設立[3]。
- 1968年 - 昭和西川株式会社に社名を変更する。
- 1971年 - ムアツふとんの販売を開始。
- 1974年 - 本社ビルを建築。
- 2010年 - 昭和西川100%出資で、舒衡（上海）商貿有限公司を設立する。
- 2011年 - 泰道リビング株式会社を吸収合併。
- 2021年3月 - 羽毛関連商品の製造販売を行う株式会社アイワを買収[4]。

## 主な事業

### 寝具部門
「ムアツふとん」が有名。
ランバン・アンテプリマ・ディズニーキャラクターなどライセンス契約を交わした海外ブランドの商品を製造・販売。

### 不動産部門
賃貸マンション「HOMAT-WEST」、賃貸オフィス「昭和西川ビル」の運営

## 拠点
- 本社 - 東京都中央区
- 支店
  - 大阪支店 - 大阪府大阪市
  - 福岡支店 - 福岡県福岡市
- 物流センター
  - 草加工場  - 埼玉県草加市

## 西川グループとの関係
もともとは西川グループの製造部門として設立された。1990年代には、昭和西川が製造するムアツふとんを西川産業が販売をしていたこともある。
代表取締役会長の西川惠は、西川株式会社の元社長である西川五郎の娘婿であり、かつては西川産業の取締役副社長を務めたのち昭和西川の社長に就任している。
2013年頃まではお互いのWebサイトで関連会社としてお互いを記載していたため、資本関係があったと考えられる。
しかし2015年現在は同グループに所属していない。ロゴも西川グループのロゴではなく独自のロゴを使用している。両社にビジネス上の交流は見られず、昭和西川は2016年に行われた「西川創業450周年」の企画にも参加しておらず、2019年の西川グループ再編の経営統合にも参加していない。